# Административно-территориальное деление

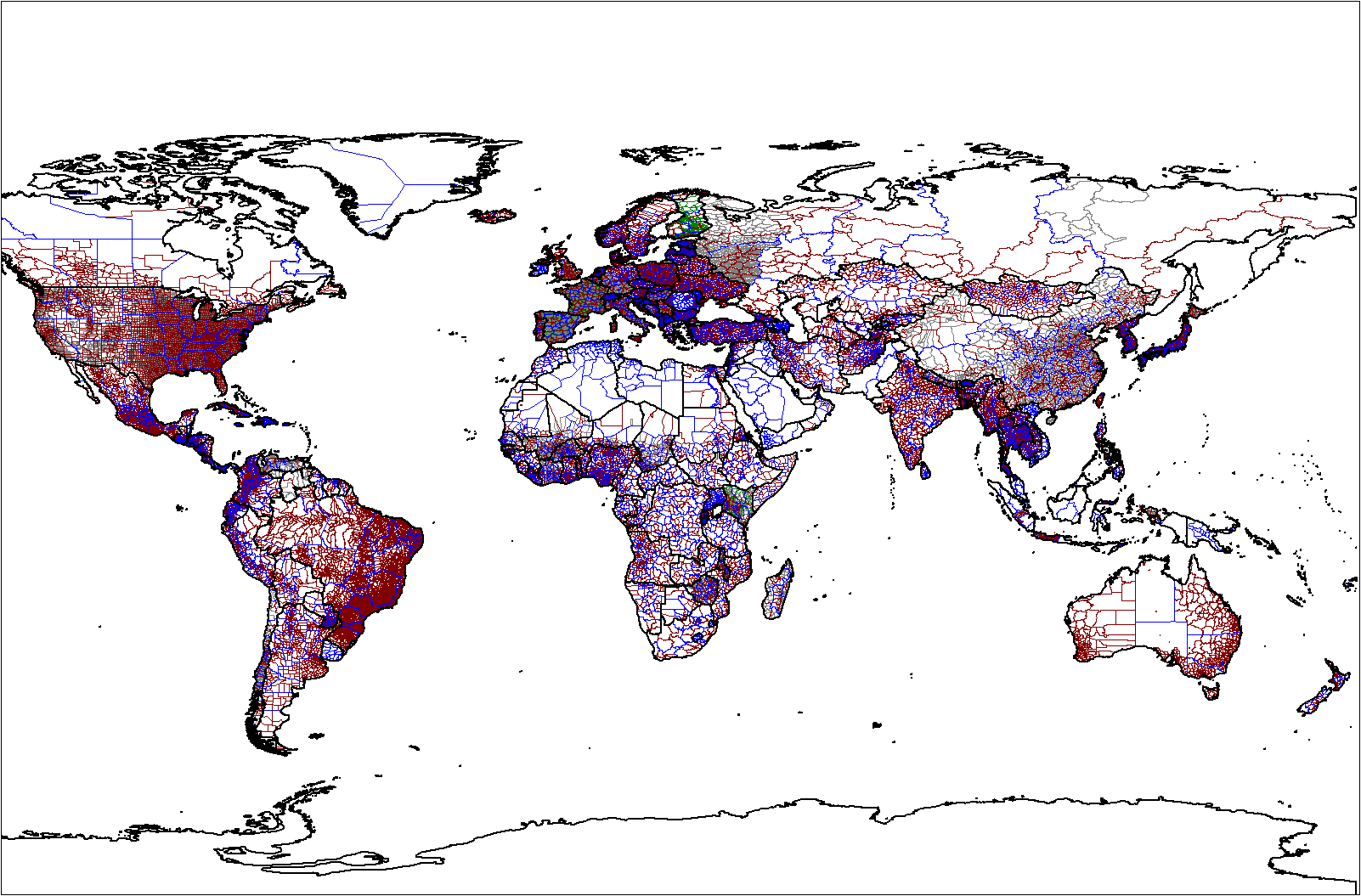
Административно-территориальное деление государств и стран мира.

Администрати́вно-территориа́льное деле́ние, Администрати́вно-территориа́льное устро́йство — разделение территории государства и его краёв (стран, областей) на части (административно-территориальные единицы), в соответствии с которым строится система местных и центральных органов власти.
В литературе некоторые применяют и другие словосочетания, например, государственно-территориальное деление и так далее. Административное и территориальное деление (устройство) государства (края, страны и так далее) обусловлено природными, политическими, экономическими, этническими, национальными и иными факторами в том или ином государстве, и присуще также к субъектам федеративных государств, так как последние, как правило, являются унитарными образованиями. В отличие от унитарных государств территориальное устройство федераций характеризуется федеративным устройством.
Субъекты федерации, как правило, имеют унитарное административно-территориальное устройство, но могут также являться федерациями (например, РСФСР). Впрочем, единицы, на которые подразделяются субъекты федерации, являются, как правило, субъектами местного самоуправления, и их права охраняются особыми законами.
Из-за менее усложнённой формы взаимоотношений между административно-территориальными единицами и государством в целом, последнее, как правило, может изменять своё административно-территориальное деление без сложных процедур одобрения подобных решений на местном уровне. При распаде (развале) государств или при выделении новых государств из состава иного государства, внутренние административные границы могут быть преобразованы в государственные границы (например, бывшие ЧССР, СФРЮ, Союз ССР и так далее), что иногда приводит к многочисленным межгосударственным территориальным спорам, если были нарушены (не соблюдены) законы о выходе субъекта из состава государства или о его самоопределении.

## История
В процессе развития цивилизации на земле стали создаваться общности людей (народности, народы, нации) которые занимали определённые территории на планете, на различных континентах стали образовываться древние государства, например Китай, Индия, Персия и так далее. Для своего успешного существования и развития людьми было придумано разделить занимаемые ими территории на определённые части, например в Аттике, административно-территориальное деление начиная с конца VI века до н. э., основная хозяйственная, культовая, политическая и административная единица была дема, и согласно реформе Клисфена (509 год до н. э.), демы были составной частью фил; число демов достигало 100, позднее — увеличилось (например, в V веке до н. э. — свыше 150, в III веке до н. э. — 174), они имели самоуправление, избирали главу — демарха, по ним составлялись списки их членов — демотов, вёлся учёт их собственности, набиралось войско, выбирались афинские буле (50 человек от филы) и гелиэя, а в древнем Риме, при Диоклетиане, административно-территориальное деление было следующим, исходя из научных знаний того времени: вся империя была разделена на четыре префектуры и 12 диоцезов, а каждый диоцез делился на провинции.
В данное время, в мире насчитывается около 260 государств и территорий. Они разнообразны по их месту в международных отношениях, в разделении труда, по уровню экономического развития и показателях экономики, по размеру их территории, административному и территориальному устройству, по их численности населения, по его этническому и национальному составам, по географическому положению и по многим другим показателям.